# Ayuntamiento de Viena
El Ayuntamiento de Viena (Wiener Rathaus en alemán) está ubicado en el distrito de Innere Stadt de la capital de Austria. El edificio, de estilo neogótico, fue diseñado por Friedrich von Schmidt y construido entre 1872 y 1883. En lo alto de la torre se encuentra el Rathausmann, una escultura dorada de 3,5 metros de altura que representa la figura de un portaestandarte y que se ha convertido en un símbolo de Viena (la ciudad entrega anualmente un premio cuya estatuilla tiene la forma del Rathausmann). Frente al edificio hay un parque llamado Rathauspark.

## Transportes
Para parar en el ayuntamiento de Viena se debe coger la línea U2 del Metro de Viena. La parada se llama "Rathaus".

## Galería

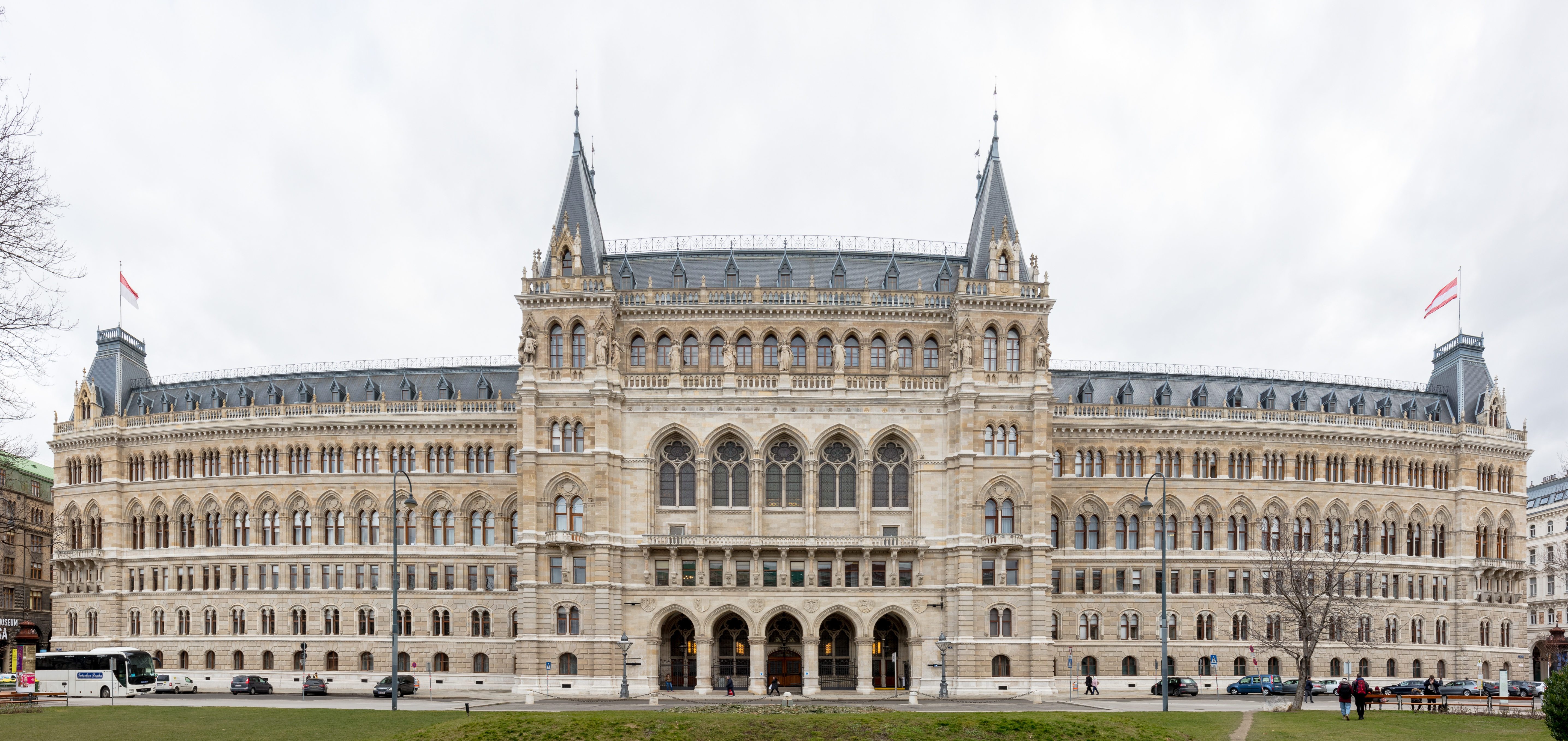
Fachada posterior.
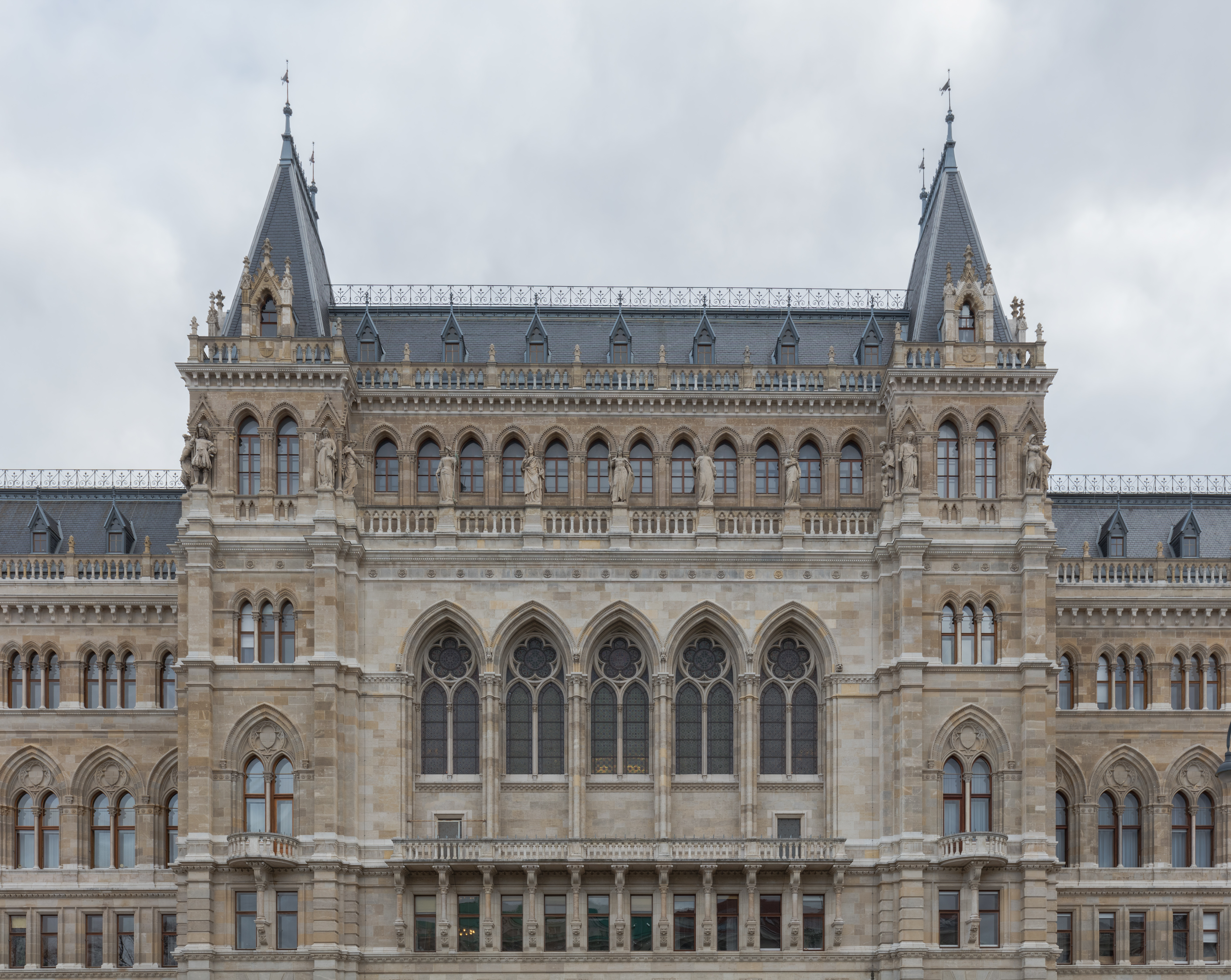
Detalle.
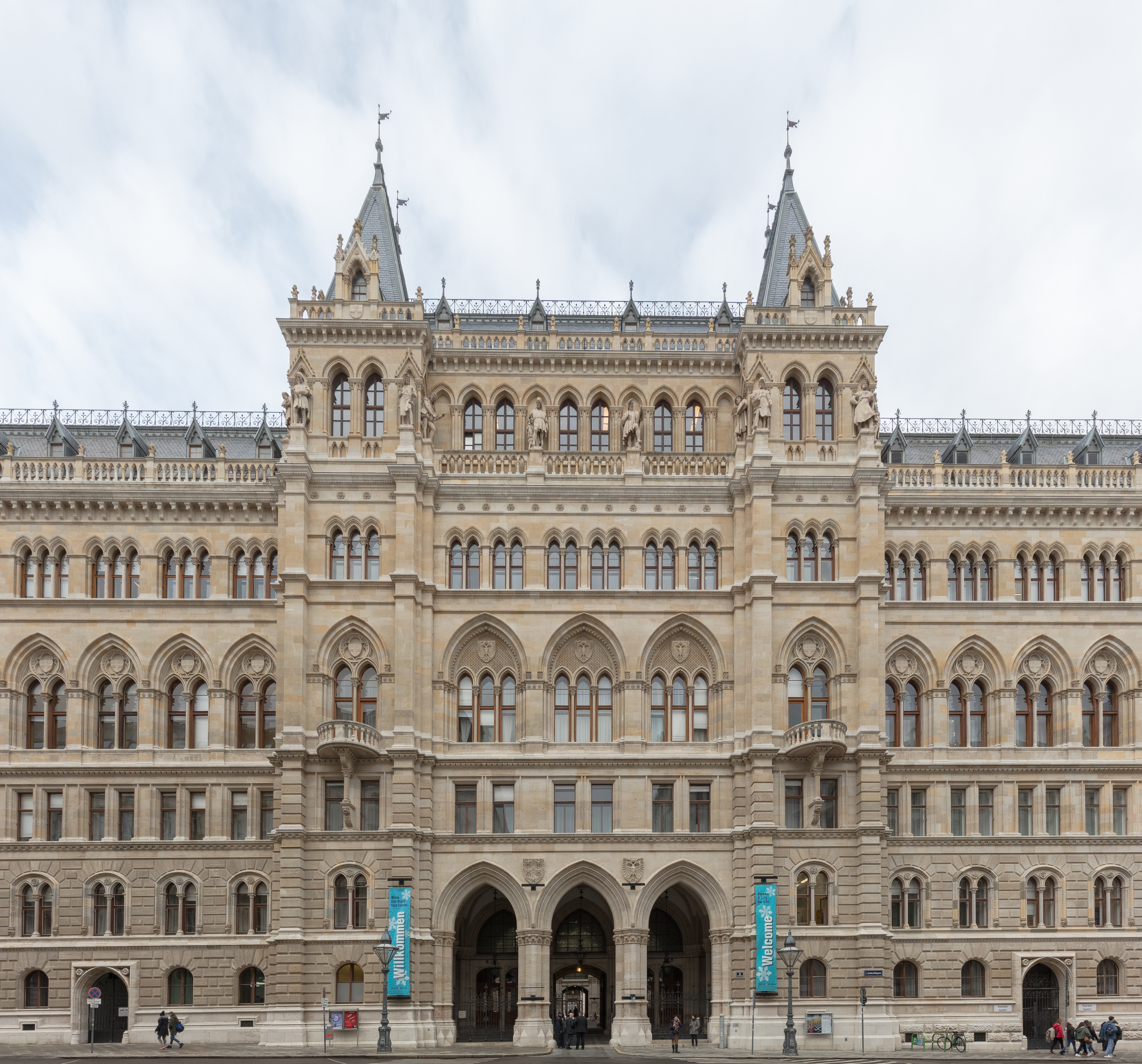
Fachada lateral.